# Elizabeth Anne Voigt
Pour les articles homonymes, voir Voigt.
Elizabeth Anne Voigt (née Speed) est une muséologue et archéozoologiste sud-africaine. Elle a été directrice du McGregor Museum à Kimberley, en Afrique du Sud, et, en tant qu'archéozoologiste, a exercé un mandat en tant que présidente de la South African Archaeological Society (en). À la retraite, Voigt a été nommée chercheuse associée du musée McGregor. 

## Éducation et début de carrière
Voigt est née au Cap le 26 avril 1944, et a grandi au Cap, où elle a fréquenté la Rustenburg School for Girls (en) de Rondebosch. Ses majeures de premier cycle à l'université du Cap étaient en archéologie, en anthropologie sociale et en latin. Titulaire d'un diplôme en archéologie de première classe, elle s'est lancée dans une carrière dans laquelle elle se spécialise finalement dans l'étude des vestiges fauniques des sites archéologiques. Elle a obtenu sa maîtrise à l'université de Pretoria.

## Archéozoologie
Voigt a étudié la faune mollusque côtière, en particulier dans les Grottes de la rivière Klasies, et a mené des recherches ethnoarchéologiques sur les régimes alimentaires des mollusques. Cependant, l'essentiel des travaux ultérieurs de Voigt sur la faune était une analyse approfondie des os d'animaux provenant de sites de l'Âge du fer d'Afrique australe datant entre 200 et 1800 apr. J.-C., et en particulier à Mapungubwe, avec un accent sur l'alimentation, l'économie et les races domestiques. Ses publications comprennent à la fois des articles de revues et un certain nombre de pièces moins formelles destinées à vulgariser les découvertes de l'archéozoologie. Son mémoire de maîtrise à l'Université de Pretoria a été publié sous forme de livre par le Musée du Transvaal sous le titre Mapungubwe: an archaeozoological interpretation of an Iron Age community (une interprétation archéozoologique d'une communauté de l'âge du fer). Voigt a analysé un certain nombre d'assemblages du Karoo Late Stone Age et des contextes de l'époque coloniale.

## Musées
En plus d'étudier les régimes, les climats et les économies révélés à travers les coquillages et les os du passé, Voigt se consacre de plus en plus aux questions muséologiques. Alors qu'elle a donné des cours de premier cycle et à temps partiel dans les universités du Cap et de Pretoria, c'est principalement dans les musées qu'elle a développé sa carrière ultérieure. Elle a joué un rôle important dans les diverses activités de l'Association des musées sud-africains (en). En 1996, elle et le personnel du McGregor Museum de Kimberley, dont elle a été nommée directrice en 1987, ont organisé et accueilli la conférence du jubilé de diamant de l'Association qui avait été fondée à Kimberley soixante ans auparavant. Elle a siégé au Conseil de l'Association pendant plusieurs mandats, a été rédactrice en chef de sa revue SAMAB et a été la présidente assidue de son comité d'éducation. Elle a joué un rôle essentiel au sein du comité qui a promu les normes professionnelles et a produit le programme d'accréditation des musées gradués pour l'Afrique du Sud en 1996. De 1997 à 2003, elle a été administratrice des musées d'Iziko (en). Liz Voigt a obtenu un diplôme Nagraadse en muséologie de l'Université de Pretoria et également le diplôme de l'Association des musées du Royaume-Uni. «Une fois que les musées entrent dans votre sang», a-t-elle observé, «ils sont là pour la vie».

## Centre d'enregistrement des données archéologiques
Auparavant, elle avait aidé à mettre en place le Centre d'enregistrement des données archéologiques au Musée sud-africain (en) (1967-1968), pour lequel elle a également publié le manuel d'enregistrement des sites archéologiques sud-africains. Au Musée du Transvaal à Pretoria, où elle a travaillé de 1969 à 1987, d'abord en paléontologie, elle a créé un département d'archéozoologie en 1981 - le premier du genre en Afrique australe.

## Musée McGregor
Par la suite, elle a construit un laboratoire d'ostéologie comparative au Musée McGregor. Sa carrière à Kimberley a été principalement administrative, avec des projets majeurs qu'elle a supervisés, notamment l'ouverture de la Rudd House restaurée (1988), l'achèvement du nouveau bloc des sciences humaines (1990), la déclaration de la Grotte de Wonderwerk comme monument national (en) et son ouverture au public (1993), les galeries des frontières et des ancêtres du Cap Nord au musée McGregor (1997-2000), le développement de Magersfontein (en) pour le centenaire de la seconde guerre anglo-boer (1999), la création du musée Sol Plaatje (en) et l'ouverture des deux Barkly West Museum (en) et nouvelles expositions à Victoria West. Dans une période de changement capital dans l'ère post-apartheid immédiate, Voigt a agi dans une certaine mesure pour négocier la transformation du musée.

## Retraite
À la retraite, Voigt est revenue à son premier amour, s'engageant dans des projets archéologiques et archéozoologiques parallèlement à une implication continue dans les musées. Parmi ceux-ci, il y avait un effort conjoint de recherche sur les camps de concentration noirs peu connus qui ont été installés dans le Cap Nord pendant la guerre anglo-boer. Elle a également réalisé des analyses fauniques sur des assemblages du Swaziland, du Botswana, du Karoo et des sites du XIXe siècle près de Kimberley.
En tant que présidente de la South African Archaeological Society (en), 2000–2002, Voigt a sonné l'alarme sur la diminution de la capacité des musées en archéologie. C'était dans son discours présidentiel sur l'archéologie assiégée: le dilemme de l'archéologie dans les musées d'Afrique du Sud. Une de ses préoccupations particulières était la création de postes de niveau d'entrée et de qualifications pour les techniciens dans les musées, une question qu'elle a abordée lorsqu'elle a été nommée membre de l'Organisme de génération de normes d'archéologie de l'Autorité des qualifications de l'Afrique du Sud (SAQA). Traditionnellement en tant que centres de recherche et d’engagement du public dans des expositions et d’autres manières, les musées remplissent surtout un rôle curatif pour les collections archéologiques et autres. Cela a fait des musées un secteur clé, a-t-elle soutenu, sous-traitant l'archéologie comme une entreprise en activité.
Dans la communauté, Voigt était activement impliquée dans divers domaines pour le bien commun. Elle a été présidente de la St Cyprian's Guild et du Conseil de la cathédrale St Cyprian (en) à Kimberley, tandis que la Fondation Rotary (en) lui a attribué une bourse Paul Harris.
Elle est décédée le 7 avril 2010 à Kimberley,. 